# Trzynik (przystanek kolejowy)
Trzynik – zlikwidowany przystanek kolei wąskotorowej w Trzyniku, w województwie zachodniopomorskim, w Polsce. Został zamknięty w 1962 roku.